# Бежиград (стадион)
Стадион «Бежиград» (словен. Stadion Bežigrad) — мультиспортивный стадион в городе Любляна, Словения, построен в 1935 году архитектором Йоже Плечником. Назван в честь района города, где находится. Реконструировался в 1996 году. Являлся домашней ареной для футбольного клуба «Олимпия», иногда местом проведения домашних матчей сборной Словении по футболу.
По данным на 2001 год, стадион считался устаревшим, если не числился в аварийном состоянии. Вокруг него находился красный кирпичный забор высотой 2,5 м, отсутствовало электронное табло (присутствовали старые таблички «хозяева» и «гости»), были нерабочие часы. Ложа для почётных гостей находилась за воротами. В том же году ФИФА рекомендовала прекратить проведение матчей на стадионе.
В 2008 году был закрыт, ныне находится в заброшенном состоянии.